# Eloeophila mundata
Eloeophila mundata là một loài ruồi trong họ Limoniidae. Chúng phân bố ở miền Cổ bắc.